# ملیکه شاهین
ملیکه شاهین متولد ۱۸ آوریل ۱۹۸۹ در استانبول، خواننده، ترانه‌سرا و آهنگساز ترک است.

## زندگی حرفه‌ای
ملیکه شاهین که اهل سیواس است به گفته وی از کودکی علاقه زیادی به موسیقی داشته‌است، او هم‌زمان با تحصیل در دبیرستان آناتولی بشیکتاش آتاتورک، در مرکز آموزش موسیقی معاصر Timur Selçuk درس آواز نیز می‌خواند. پس از فارغ‌التحصیلی در رشتهٔ جامعه‌شناسی دانشگاه بوغازیچی در سال ۲۰۱۲ به عنوان خواننده با بابا زولا (Baba Zula) تا سال ۲۰۱۷ کار کرد. مدت کمی قبل از اینکه کارش را با بابا زولا به پایان برساند، پروژه ای را با نام «ملیکشاه و دوستان ساز» را شروع کرد و در بی اغلو در میخانه ای با نام کانتو کنسرت‌هایی با مضمون موسیقی‌های سبک ارابسک (سبک قدیمی موسیقی ترکیه) اجرا کرد.
وی در سال ۲۰۱۷ با کارگردان فرانسوی تونی گاتلیف در فیلم Djam همکاری کرد و سه آهنگ خواند همچنین قبل از نمایش جهانی فیلم در جشنواره کن کنسرت برگزار کرد.
او در سال ۲۰۱۷ فعالیت اصلی و انفرادی خود را با تک آهنگ‌هایی با نام‌های Bi' fırlatsam و Deli Kan آغاز کرد و اولین آلبوم انفرادی خود را به نام Merhem (مرهم)، در فوریه ۲۰۲۱ منتشر کرد. اولین تک‌آهنگ این آلبوم «(گردن خوابم را نشکن) Uykumun Boynunu Bükme» بود که در ژانویه ۲۰۲۱ منتشر شد.

## دیسکوگرافی

### آلبوم‌ها
- Merhem(مرهم) (۲۰۲۱)

### تک آهنگ‌ها
- Bi' fırlatsam (2017)
- Beni Yalnız Koma (Boom Pam ft, 2017)
- Deli Kan (2017)
- Sevmek Suçsa Suçluyum (2018)
- Tutuşmuş Beraber (2018)
- Kimin Izdırabı (۲۰۱۹)
- Sakla Beni (Kutiman ft, 2019)
- Kara Orman (2019)
- Geri Ver (2020)
- Kilitli Kapılar Açılsa (Hakan Taşıyan ft, 2020)
- Elimi Tut (Kutiman ft, 2020)
- Ukde (Ah! Kosmos ile, 2020)
- Uykumun Boynunu Bükme (2021)
- Pusulam Rüzgar (Mert Demir ft) (2021)
- Kader Diyemezsin (Saygı Albümü: Bergen)(2022)
- (Miras (Ah! Kosmos ft 2022
- Isyan (Ko Shin Moon ft 2022)
- Öpmem Lâzım (Baker Aaron Remix) (2022)
- Olur mu?(ft.gazapizm) (2022)
- Ellerin Hani? (ft.Kutiman)(2023)